# ۲۱۰ (عدد)
۲۱۰ (عدد)یک عدد طبیعی است که بعد از ۲۰۹ و قبل از ۲۱۱ قرار دارد.